# Ferrocarril Trans-Caspio

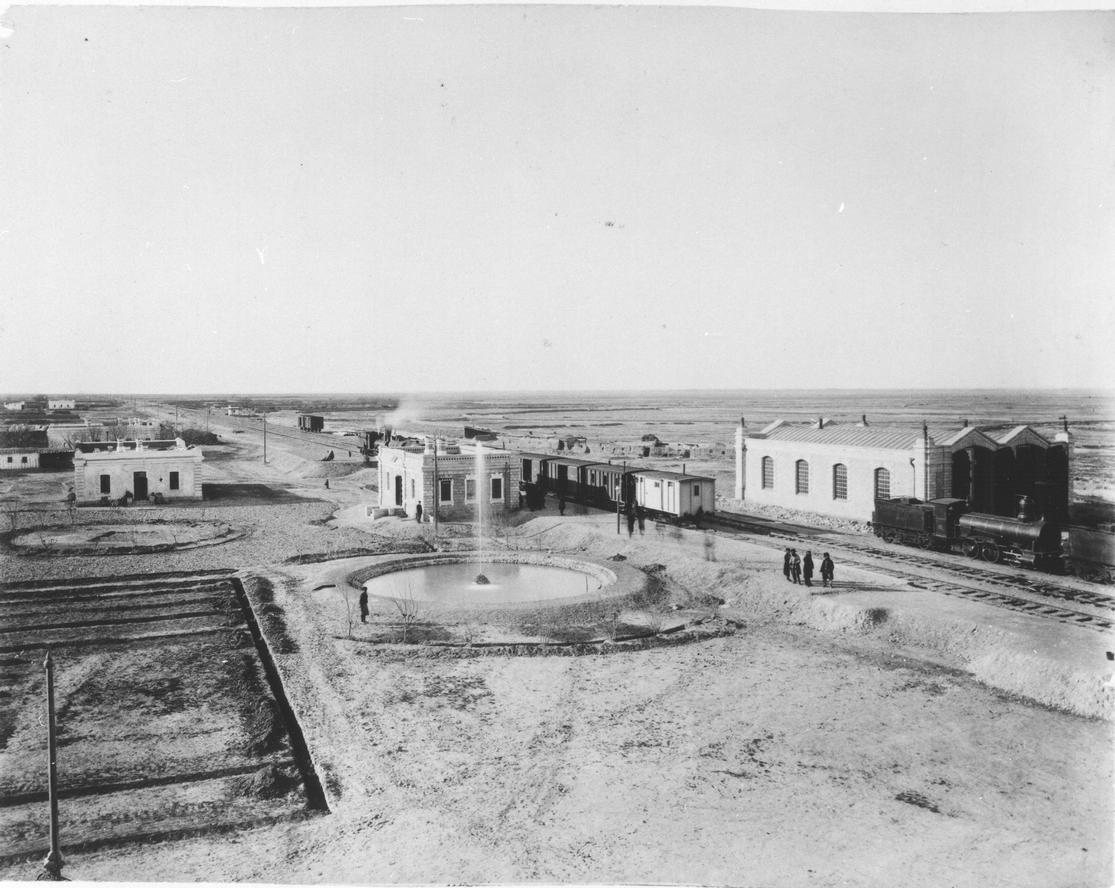
La estación de Bahmi en el Ferrocarril Trans-Caspio, circa 1890.

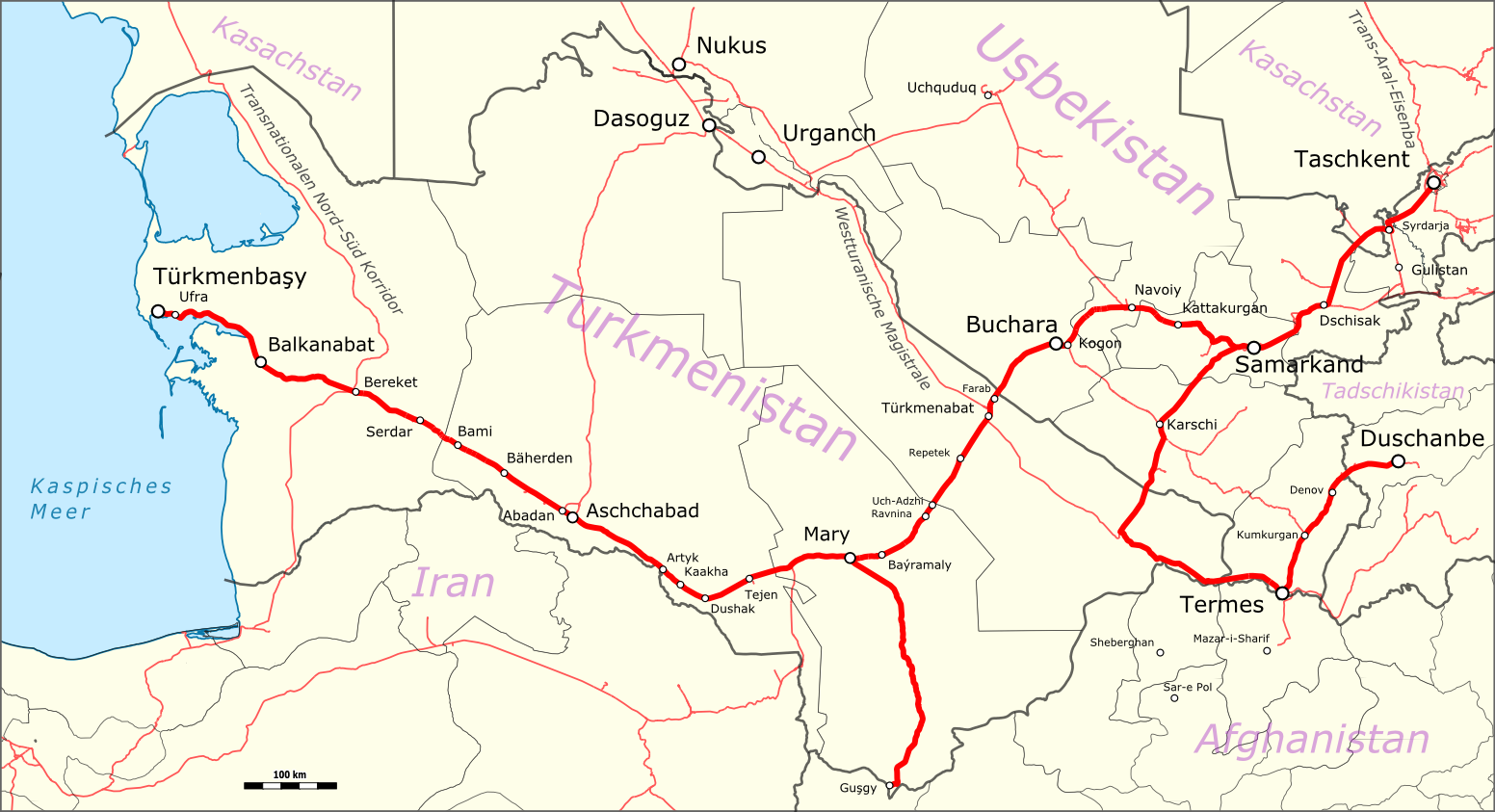
Mapa 1930

El Ferrocarril Trans-Caspio (también llamado Ferrocarril de Asia Central, en ruso: Среднеазиатская железная дорога) es un ferrocarril que sigue la senda de la Ruta de la Seda a través de la parte occidental de Asia Central. La vía férrea fue construida durante la época del Imperio ruso, en su expansión hacia Asia Central en el siglo XIX. Desde la Revolución rusa ha sido administrado desde Tashkent.

## Historia
La construcción empezó en 1879 como un ferrocarril de vía estrecha hacia Kizyl-Arvat con motivo de la conquista de la región de Transcaspia por el general Mijaíl Skóbelev. Rápidamente se adaptó a la medida de ancho de vía ruso de 1.520mm. La construcción siguió en los años posteriores, llegando a Asjabad y Merv (la moderna Mary) bajo las órdenes del general Mijaíl Ánnenkov (este tramo se completó en 1886. Originalmente la línea comenzaba en Uzun-Ada en la costa del mar Caspio, pero este origen fue modificado para que el tren llegase al puerto de Krasnovodsk. El ferrocarril llegó a Samarcanda via Bujará en 1888, para en 1898 ser extendido hasta Tashkent y Andiján. El puente permanente sobre el Oxus (Amu-Daria) no fue completado hasta 1901, y hasta entonces el tren iba sobre puentes de madera provisionales, frecuentemente dañados por las inundaciones. Ya en 1905 existía un transbordador de trenes que cruzaba el mar caspio desde Bakú, en Azerbaiyán, a Turkmenbashi. La unión entre Tashkent y el resto de ferrocarriles rusos, por Oremburgo, se completó en 1906, y es conocido como el Ferrocarril Trans-Aral o Ferrocarril de Tashkent.

### Revolución y Guerra Civil
El ferrocarril era el medio de comunicación más importante de la zona, de modo que sus trabajadores se convirtieron en activistas clave en la revolución rusa. Treinta y cinco trabajadores formaron el Soviet de Tashkent el 2 de marzo de 1917. Así, tanto el ferrocarril como los trabajadores jugaron también un papel importante en la Guerra Civil Rusa. Las tropas del Ejército Indio Británico, como parte de la ayuda que recibió el Movimiento Blanco, participaron en batallas a lo largo de la vía férrea, siendo Tashkent un importante bastión del Ejército Rojo.

## Ruta

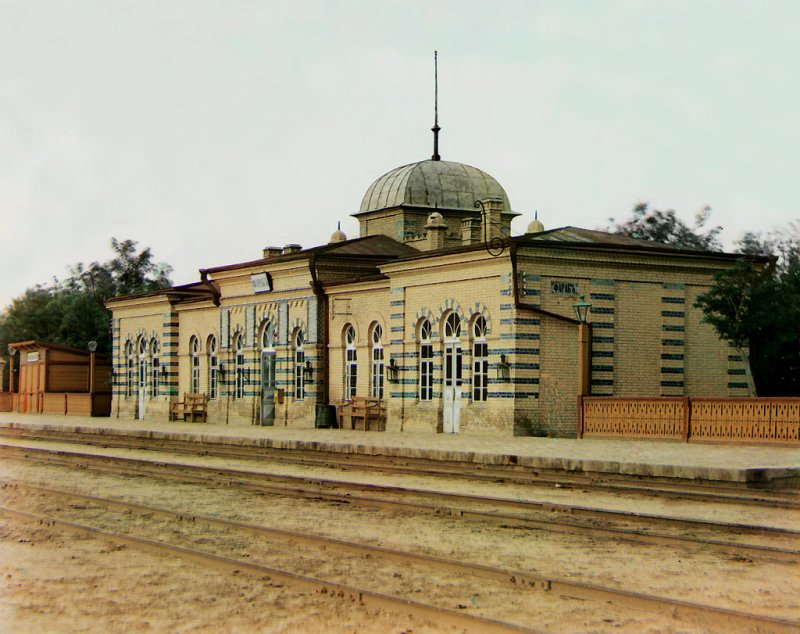
Fotografía de Sergéi Prokudin-Gorski de la estación de Farab en Turkmenistán, 1911.

- Mapa de la ONU de Turkmenistán
- Mapa de la ONU de Uzbekistán

El ferrocarril comienza en la costa oriental del mar Caspio, en Turkmenbashi dirigiéndose hacia el sudeste, a lo largo del límite del desierto de Karakum, yendo paralelamente al canal de Karakum durante un tramo. Atraviesa Asjabad y continua en dirección sudeste, rodeando las estribaciones del Kopet Dag para llegar a la ciudad oasis de Tejen. En Tejen se conecta a un moderno ferrocarril que llega a la frontera iraní en Sarajs, para adentrase en Irán en dirección a Mashhad. Desde Tejen, la ruta principal del ferrocarril Trans-Caspio se dirige al nordeste, transcurriendo por Mary (Merv), donde un ramal construido en la década de 1890 lleva a la frontera afgana en Serhetabat, por el lado turkmeno o Kushka, por el afgano. La línea principal prosigue por suelo turkmeno hacia Türkmenabat (la antigua Charjew). Desde aquí una vía férrea construida en época soviética conecta esta ciudad al noroeste con Urgench (en Uzbekistán), Kazajistán y Rusia.
Entrando en suelo uzbeko, atraviesa la ciudad de Bujará (desde donde un ramal construido en 1910 lleva a Termez y Dusambé, esta última ciudad en Tayikistán) y sigue hasta Samarcanda. En Sirdaryo, donde el tren cruza el Sir Daria, encontramos una desviación hacia el valle de Fergana. La línea principal se prolonga hasta Tashkent, donde el Ferrocarril Trans-Aral la conecta con Arys en Kazajistán, lugar de origen del Ferrocarril Turquestán–Siberia, por el que llegamos hasta Novosibirsk.